# Coupe des clubs champions africains 1990
Navigation
Édition précédente Édition suivante
La Coupe des clubs champions africains 1990 est la 26e édition de la Coupe des clubs champions africains. Le club vainqueur de la compétition est désigné champion d'Afrique des clubs 1990.

## Tour préliminaire
| Équipe 1               | Résultat | Équipe 2                  | Aller | Retour |
| ---------------------- | -------- | ------------------------- | ----- | ------ |
| AS Sotema              | E2 - 2   | Botswana Defence Force XI | 1 - 0 | 1 - 2  |
| AS Kaloum Star         | 3 - 0    | SB Benfica                | 2 - 0 | 1 - 0  |
| ASKO Kara              | 3 - 0    | ASFA Yennenga             | 1 - 0 | 2 - 0  |
| Al-Ittihad             | 6 - 3    | Olympic FC                | 6 - 1 | 0 - 2  |
| Arsenal FC             | 4 - 0    | Denver Sundowns           | 1 - 0 | 3 - 0  |
| Dragons de l'Ouémé     | 0 - 3    | Mighty Barrolle           | 0 - 0 | 0 - 3  |
| AS Inter Star          | 2 - 3    | Petro Atlético            | 2 - 0 | 0 - 3  |
| Mogadishu Municipality | 3 - 4    | Saint-Louis FC            | 1 - 0 | 2 - 4  |
| Malindi SC             | 1 - 2    | Mukungwa FC               | 0 - 0 | 1 - 2  |
| Renaissance FC         | 2 - 3    | SCAF Tocages              | 2 - 2 | 0 - 1  |

## Premier tour
| Équipe 1             | Résultat       | Équipe 2             | Aller | Retour |
| -------------------- | -------------- | -------------------- | ----- | ------ |
| AFC Leopards         | 7 - 5          | Saint-Louis FC       | 4 - 2 | 3 - 3  |
| AS Sogara            | 0 - 3          | Étoile du Congo      | 0 - 2 | 0 - 1  |
| Al Ahly SC           | 8 - 0          | Al-Ittihad           | 5 - 0 | 3 - 0  |
| Al Hilal             | 6 - 0          | Mukungwa FC          | 4 - 0 | 2 - 0  |
| Asante Kotoko FC     | 5 - 1          | Freetown United      | 4 - 0 | 1 - 1  |
| DC Motema Pembe      | 1 - 3          | Africa Sports        | 1 - 0 | 0 - 3  |
| ASC Diaraf           | 1 - 3          | Iwuanyanwu Nationale | 1 - 0 | 0 - 3  |
| Dynamos FC           | 2 - 2 5 - 4tab | Petro Atlético       | 1 - 1 | 1 - 1  |
| ES Tunis             | 3 - 0          | Stade malien         | 2 - 0 | 1 - 0  |
| AS FAR               | 5 - 1          | AS Kaloum Star       | 4 - 0 | 1 - 1  |
| CF Maputo            | 1 - 2          | Arsenal FC           | 1 - 0 | 0 - 2  |
| JS Kabylie           | 10 - 0         | ASKO Kara            | 6 - 0 | 4 - 0  |
| Nkana Red Devils     | 4 - 1          | Express FC           | 3 - 1 | 1 - 0  |
| RC Bafoussam         | 2 - 1          | SCAF Tocages         | 2 - 1 | 0 - 0  |
| Raja CA              | 3 - 2          | Mighty Barrolle      | 2 - 0 | 1 - 2  |
| Sunrise Flacq United | 4 - 3          | AS Sotema            | 4 - 1 | 0 - 2  |

## Deuxième tour
| Équipe 1             | Résultat       | Équipe 2             | Aller | Retour |
| -------------------- | -------------- | -------------------- | ----- | ------ |
| Africa Sports        | 3 - 4          | Iwuanyanwu Nationale | 1 - 1 | 2 - 3  |
| Al Ahly SC           | 0 - 0 2 - 4tab | ES Tunis             | 0 - 0 | 0 - 0  |
| Arsenal FC           | 1 - 8          | Nkana Red Devils     | 0 - 3 | 1 - 5  |
| Dynamos FC           | 2 - 2E         | Al Hilal             | 2 - 1 | 0 - 1  |
| Étoile du Congo      | 2 - 4          | JS Kabylie           | 2 - 2 | 0 - 2  |
| AS FAR               | 3 - 4          | Asante Kotoko FC     | 3 - 3 | 0 - 1  |
| RC Bafoussam         | -              | Raja CA forfait      | -     | -      |
| Sunrise Flacq United | 1 - 4          | AFC Leopards         | 1 - 1 | 0 - 3  |

## Quarts de finale
Le tirage au sort des quarts et des demi-finales des coupes d'Afriques a été effectué le jeudi 12 juillet 1990 au siège de la Confédération africaine de football en Égypte
| Équipe 1             | Résultat | Équipe 2         | Aller | Retour |
| -------------------- | -------- | ---------------- | ----- | ------ |
| AFC Leopards         | 2 - 4    | JS Kabylie       | 2 - 1 | 0 - 3  |
| Iwuanyanwu Nationale | 3 - 2    | ES Tunis         | 2 - 1 | 1 - 1  |
| Al Hilal             | 3 - 4    | Asante Kotoko FC | 2 - 2 | 1 - 2  |
| RC Bafoussam         | 1 - 3    | Nkana Red Devils | 0 - 1 | 1 - 2  |

## Demi-finales
| Équipe 1         | Résultat | Équipe 2             | Aller | Retour |
| ---------------- | -------- | -------------------- | ----- | ------ |
| Asante Kotoko FC | 1 - 2    | JS Kabylie           | 1 - 0 | 0 - 2  |
| Nkana Red Devils | 2 - 0    | Iwuanyanwu Nationale | 1 - 0 | 1 - 0  |

## Finale
| Aller            | JS Kabylie          | 1 - 0 | Nkana Red Devils | Stade du 5-Juillet-1962, Alger               |                                              |
| 30 novembre 1990 | Rahmouni 47e (pen.) |       |                  | Spectateurs : 65 000 Arbitrage : Badara Sène | Spectateurs : 65 000 Arbitrage : Badara Sène |
| 30 novembre 1990 | Rapport             |       |                  | Spectateurs : 65 000 Arbitrage : Badara Sène | Spectateurs : 65 000 Arbitrage : Badara Sène |

| Retour           | Nkana Red Devils                        | 1 - 0             | JS Kabylie                                  | Independence Stadium, Lusaka                  |                                               |
| 22 décembre 1990 | Bwalya 80e (pen.)                       |                   |                                             | Spectateurs : 35 000 Arbitrage : Idrissa Sarr | Spectateurs : 35 000 Arbitrage : Idrissa Sarr |
| 22 décembre 1990 | Rapport                                 |                   |                                             | Spectateurs : 35 000 Arbitrage : Idrissa Sarr | Spectateurs : 35 000 Arbitrage : Idrissa Sarr |
| 22 décembre 1990 | Chambeshi · Bwalya · Sikazwe · Malitoli | Tirs au but 3 - 5 | Rahmouni · Meftah · Haffaf · Adane · Medane | Spectateurs : 35 000 Arbitrage : Idrissa Sarr | Spectateurs : 35 000 Arbitrage : Idrissa Sarr |

## Vainqueur
| Coupe des clubs champions africains Vainqueur 1990 |
| -------------------------------------------------- |
| JS Kabylie Second titre                            |